# Carcharias taurus
Carcharias taurus, también conocido como tiburón toro,  enfermera gris (nombre de la FAO), tiburón de leznas tiburón tigre de arena, tiburón damisela, tiburón de dientes serrados o escalandrún (en Argentina), es una especie de tiburón elasmobranquio lamniforme de la familia Odontaspididae, presente en los océanos Atlántico, Índico y Pacífico. No debe ser confundido con la especie conocida en inglés como "Bull Shark" -Carcharhinus leucas-, que en español es conocida como tiburón sarda, que pertenece a otro orden, es decir, no tiene un parentesco cercano.

## Características
Tiene un cuerpo macizo con dos grandes aletas dorsales, y una cola alargada con un largo lóbulo superior y un pico precaudal. Llegan a medir hasta 3,2 m de largo y pesar hasta 159 kg. El promedio de los machos es de 2,1 m y el de las hembras 2,2 m.
Tienen un fondo gris y blanco abajo. En agosto de 2007, se fotografió un espécimen albino en South West Rocks, Australia.

## Hábitat
Individuo solitario o en pequeños grupos. Ocupa los fondos arenosos de la plataforma continental, hasta los 200 m de profundidad, pero también se le puede encontrar nadando lentamente entre dos aguas, sobre todo al atardecer que es cuando es más activo.

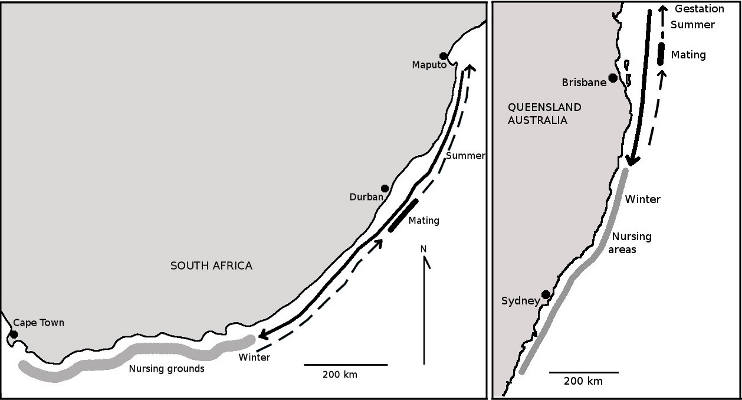
Movimientos anuales de tiburones toro en Sudáfrica y Australia.

## Distribución

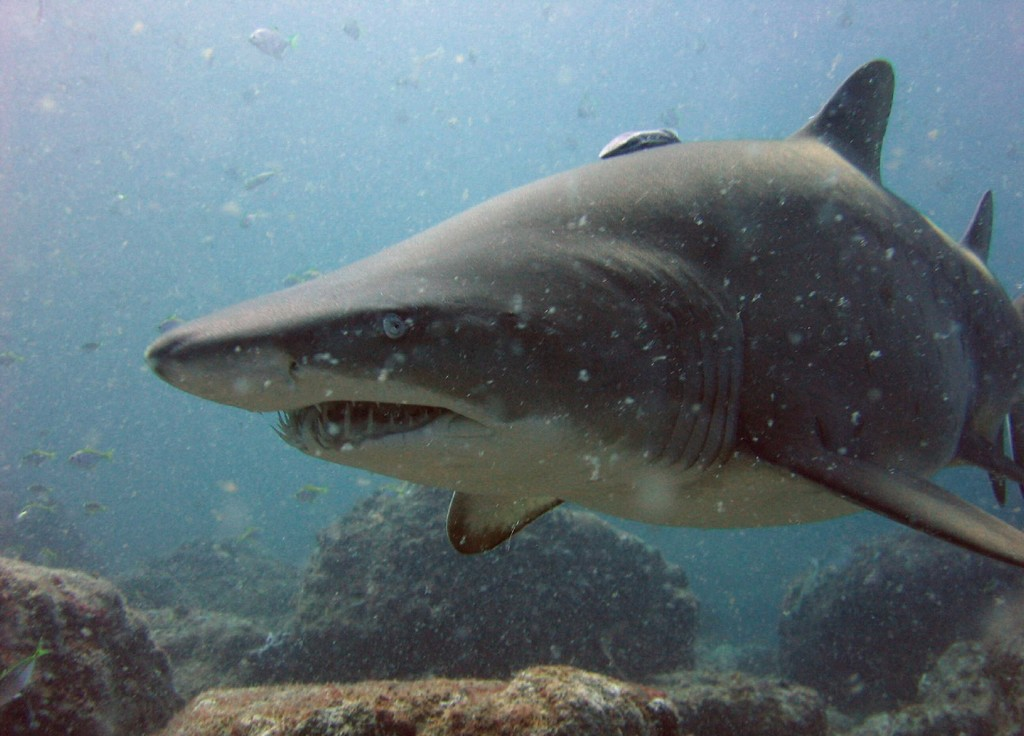
Este Tiburón en su hábitat natural.

Este tiburon se puede encontrar en el Atlántico, Pacífico e Índico, y también en los mares Mediterráneo y Adriático. En el océano Atlántico occidental, se encuentra en aguas costeras alrededor del golfo de Maine hasta Florida, en el norte del Golfo de México alrededor de las Bahamas y las Bermudas, y en el sur desde Brasil hasta Argentina, ha sido avistado en Rio Amazonas. También se encuentra en el océano Atlántico oriental, desde el mar Mediterráneo hasta las Islas Canarias, en las islas de Cabo Verde, a lo largo de las costas de Senegal y Ghana, y desde el sur de Nigeria a Camerún. En el Océano Índico occidental, el tiburón va desde Sudáfrica hasta el sur de Mozambique, pero con exclusión de Madagascar. El tiburón toro también ha sido visto en el Mar Rojo y puede ser encontrado tan al este como las costas de India. En el Pacífico occidental, ha sido avistado en las aguas alrededor de las costas de Japón, China y Australia.

## Migraciones
Los tiburones toro en Sudáfrica y Australia emprenden una migración anual que puede cubrir más de 1000 kilómetros. Nacen durante el verano en aguas relativamente frías (temperatura de aprox. 16 °C). Después del parto, nadan hacia el norte, hacia los sitios donde hay rocas o cuevas adecuadas, a menudo a una profundidad de 20 m, donde se aparean durante el invierno. Después del apareamiento nadan más al norte, hacia aguas aún más cálidas, donde se lleva a cabo la gestación. En el otoño vuelven hacia el sur, para dar a luz en el agua más fría. Esta ida y vuelta puede abarcar hasta 3000 km.

## Comportamiento con los humanos

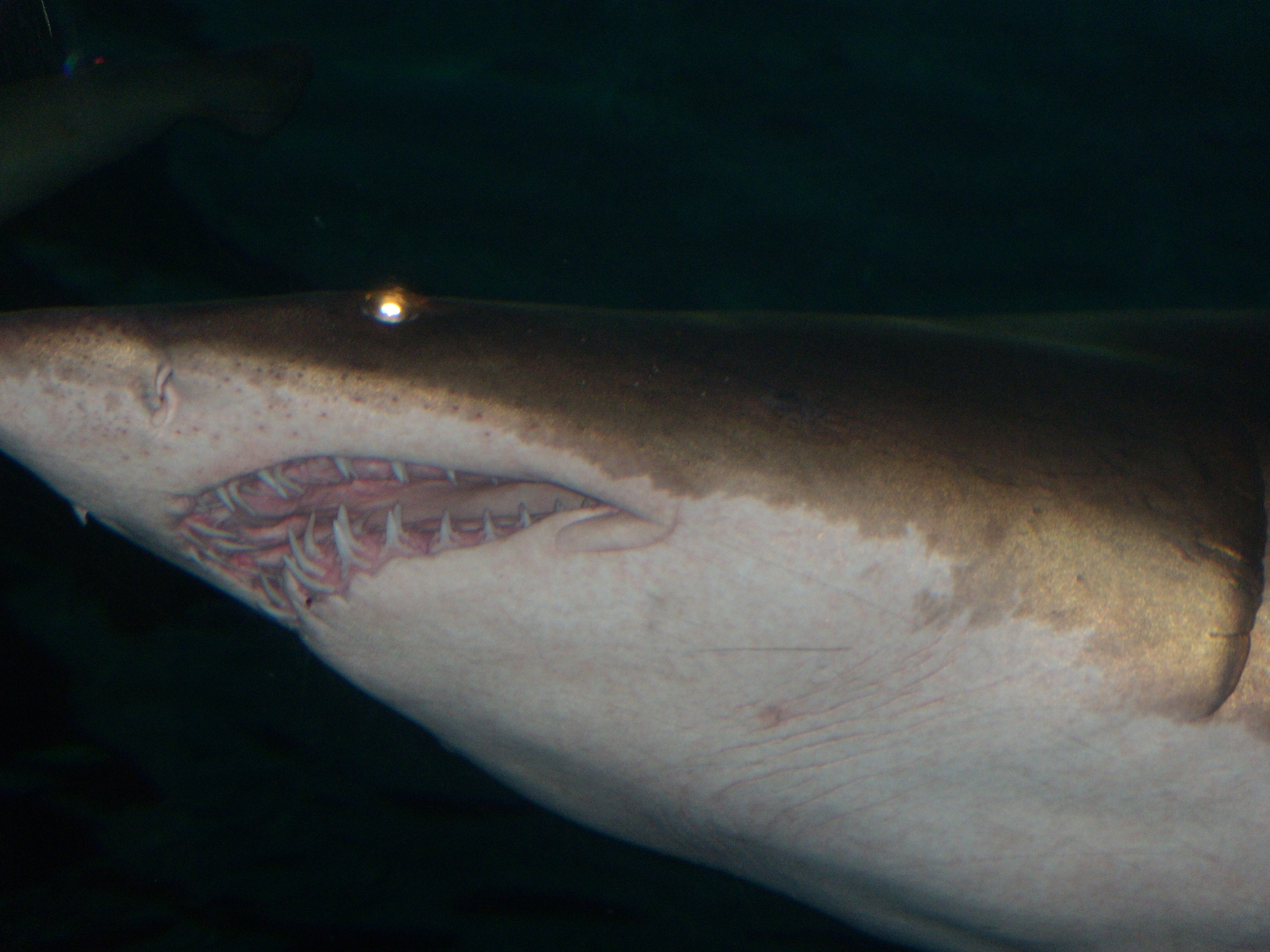
En esta fotografía se observan los dientes afilados que sobresalen de su mandíbula.

El tiburón toro se asocia a menudo con ser un animal mortal, debido a su tamaño relativamente grande y dientes sobresalientes que apuntan hacia el exterior de sus mandíbulas, sin embargo, son muy dóciles. Suelen nadar con las olas, a veces muy cerca de los seres humanos, pero solo ha habido unos pocos casos de ataques de tiburones toro contra los seres humanos, y estos por lo general están asociados con la pesca submarina, pesca con caña o la alimentación de tiburones. Cuando los tiburones se vuelven agresivos tienden a robar el pescado o cebo en lugar de atacar directamente a los seres humanos. Debido a su gran tamaño y temperamento dócil, el tiburón toro comúnmente se exhibe en acuarios de todo el mundo.

## Galería

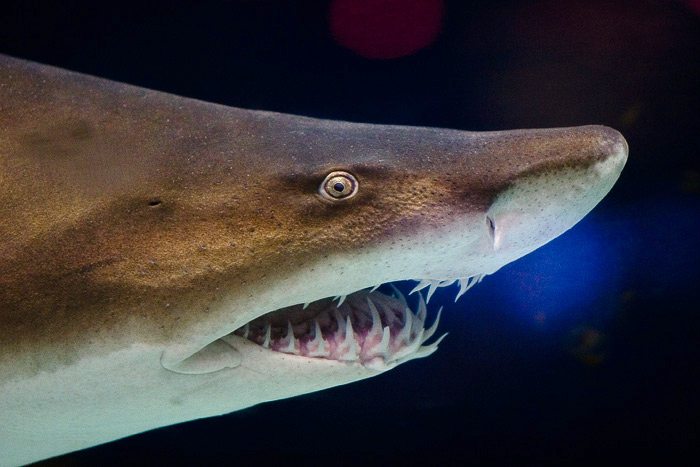
Hocico y boca del tiburón toro, mostrando sus dientes sobresalientes y sus ojos pequeños.
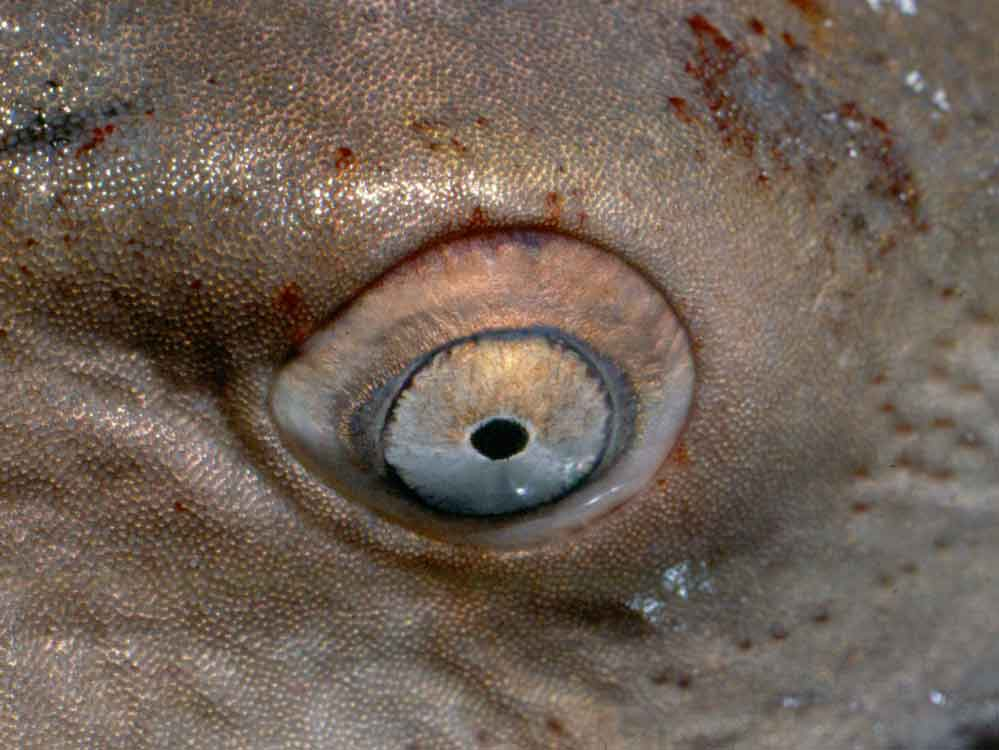
Ojo.
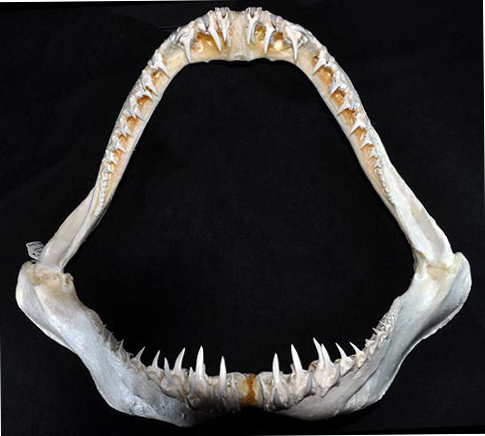
Mandíbula.
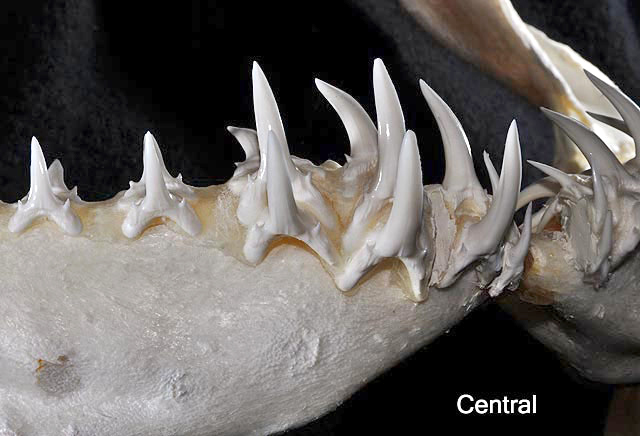
Dientes centrales.
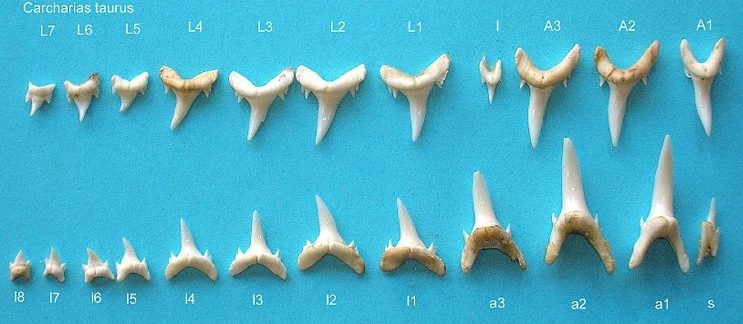
Dientes individuales.